# 石井光 (医師)
石井 光（いしい ひかる、1947年 - ）は、日本の医師（内科）・医学博士、実業家。医療社団法人 光人会 ANK東京がんセンター院長、同会 新日本橋クリニック院長、一般社団法人がん治療設計の窓口院長、ドクターウエルネス株式会社代表を務めた。現・御徒町駅前内科クリニック院長。『医者の罪と罰』（幻冬舎） をはじめとした著書が多数ある。

## 人物・略歴
1972年、日本医科大学卒業。同年5月、医師国家試験合格。1983年学位取得。医療法人社団 光人会 ANK東京がんセンターの院長を勤めた医学博士。主な研究は胃腸の早期ガンの発見と予防、ANK免疫細胞療法、コラーゲンによる萎縮性胃炎の治療・骨密度上昇・軟骨再生・血管老化抑制、予防・豊胸・アンチエイジング（若返り）。内視鏡検査を通じて胃がんや大腸がんの早期発見・早期治療を行い、2005年からはANK免疫細胞療法を導入した。
2014年には一般社団法人がん治療設計の窓口を立ち上げ、理事長に就任。保険診療と自由診療を合わせた治療設計の提案を行う。

## クリニック経営
東京都中央区日本橋の小舟町で1996年に開業し、2018年5月に京橋へ移転。内視鏡医としての評判が高く、開業時より内視鏡検査がクリニックの収益の中心であった。場所柄、企業の健康診断を多く手掛けた。2018年には入居していた日本橋小舟町のビル建て替えに伴う立ち退き後、単価が高い訪日中国人客の医療ツーリズムの取り込みを狙った。2018年5月に京橋に移転し営業を開始したものの、広告不足や既存患者への移転後のクリニックの場所などの周知不足などが原因で患者は減少。2019年の4月、取引銀行の要請もあり理事長が別の医師に交代、経営再建に乗り出すも、時すでに遅く資金難に。ANK免疫療法を行っていたがん患者には他病院が手紙で案内されたが、他の通院患者には通知もないままに、閉院された。閉院後は、老健、御徒町駅前内科クリニックを経て、現在、都内クリニック院長に就任。内視鏡外来とコロナ後遺症外来診療を行っている。

## 経歴
- 1972年（昭和47年） - 日本医科大学卒業、東京女子医科大学外科入局。
- 1974年（昭和49年） - 埼玉医科大学消化器内科助手。
- 1977年（昭和52年） - 城西歯科大学非常勤務講師（内科）。
- 1977年（昭和52年） - 医療法人社団 積仁会 旭ヶ丘病院副院長。
- 1983年（昭和58年） - 学位取得（Idenitification of Insulin in the Human Pancreatic Juice）。
- 1987年（昭和62年） - 米国マウントサイナイ病院客員研究員。
- 1993年（平成5年） - 医療法人社団 昭愛会 水野病院内科部長。
- 1996年（平成8年） - 医療法人社団 光人会 新日本橋石井クリニック 開設。
- 2019年（令和元年） - 9月、石井クリニックが自己破産。負債総額は約9億円（帝国データバンク調べ）。
- 2020年（令和2年） - 10月、抗原検査（インスタジェン）開発製造販売会社FNW医療顧問[2]。
- 2021年（令和3年） 
  - 4月、医療法人社団日健会日健クリニック非常勤医師[2]。
  - 9月、東京コロナ検査コンソーシアム酸素療養ステーション担当医師[2]。
- 2022年（令和4年） - 3月、御徒町駅前内科クリニック院長に就任[2]。
- 2023年（令和5年） - 3月、DR.ACISの開発[6]
- 2023年（令和5年） - 6月、都内クリニック院長に就任。

## 著書
- 血管が若がえれば健康寿命はのびる（幻冬舎）
- がんと診断されたらANK免疫細胞療法（幻冬舎）
- 一生がんにならない体をつくる（幻冬舎）
- 医者の嘘 医者は自分の都合でウソをつく（幻冬舎）
- 保険診療+先端医療 完治をめざす「がん治療設計」（幻冬舎）[7]
- 医者の罪と罰（幻冬舎）[3]

## 所属学会
- 日本消化管学会 功労会員
- 日本消化管学会 胃腸科認定医
- 日本医師会 認定産業医